# Israel Hayom
Israel Hayom (en hebreo: ישראל היום; en español: Israel Hoy; en inglés: Israel Today) es un periódico nacional israelí gratuito en hebreo, publicado por primera vez en 2007. Tiene la mayor circulación diaria del país.
Propiedad de la familia de Sheldon Adelson, amigo personal y benefactor de Benjamin Netanyahu, Israel Hayom ha sido criticado a menudo por presentar a Netanyahu de forma excesivamente positiva. A su vez, Netanyahu ha sido acusado de intentar beneficiar las inversiones de Adelson.

## Historia de la publicación
Israel Hayom fue lanzado el 30 de julio del año 2007, y compitió directamente con un diario gratuito rival, llamado Israeli. Ese mismo año, el editor del diario Maariv, Dan Margalit, dejó el diario para escribir para Israel Hayom. Una edición de fin de semana fue lanzada en octubre de 2009. 
En el año 2014, la publicación Israel Hayom, compró las empresas audiovisuales Makor Rishon y Nrg. En ese mismo año, se creía que el magnate Sheldon Adelson, invirtió al menos 50 millones en Israel Hayom.
El apoyo del señor Sheldon Adelson, al Primer ministro Benjamín Netanyahu, llevó a sus opositores políticos al parlamento israelí, (la Knesset), y estos sacaron adelante una propuesta de ley que prevenía la distribución libre de diarios gratuitos en Israel. Presentada como una propuesta de ley destinada a prevenir la competición desleal, y para salvar a la industria de la prensa escrita, los críticos de la propuesta de ley, dijeron que hería a la libre empresa, y que esta proposición de ley, era un tímido intento velado de perjudicar a Sheldon Adelson, y que dicha proposición de ley, estaba motivada por causas políticas, ya que el diario Israel Hayom, era el único diario gratuito, distribuido a nivel nacional. 
La propuesta de ley, pasó una primera lectura en el parlamento, pero no salió adelante. En 2016, el abogado de Adelson, anunció que aunque comúnmente se creía que el Sr. Adelson era el dueño del diario, no lo era, ya que este diario era propiedad de un familiar del Sr. Adelson.

## Orientación política del diario
En 2008, un estudio de Moran Rada, que fue publicado por la publicación "El Séptimo Ojo", mostró que mientras que los diarios competidores cubrían la campaña política del Primer ministro de Israel, Benjamín Netanyahu, en unos términos "no muy buenos", la cobertura que ofreció de esa misma campaña, el diario Israel Hayom, estaba inclinada a favor de la candidatura de Netanyahu, en la mayor parte de artículos y editoriales, y que el diario eligió evitar acontecimientos que no promovían una imagen positiva del Sr. Netanyahu, mientras que por otro lado, se inflaban y exageraban los eventos que ayudaban a promover a Netanyahu y a su partido, el Likud. 
Oren Persico, llegó a la misma conclusión después de las elecciones parlamentarias de Israel de 2009, escribió que durante la campaña electoral, el diario Israel Hayom, publicó solamente un artículo crítico con el partido político Likud, y ese mismo diario publicó decenas de artículos críticos con el partido Kadima.  

## Mote popular del diario
El mote popular del diario Israel Hayom es "Bibiton", una combinación del mote del Primer ministro Benjamín Netanyahu (llamado "Bibi") por sus amigos, con la palabra hebrea para diario, "Iton". Mientras que estaba en la oficina del primer ministro, Ehud Olmert criticó al diario Israel Hayom. El periodista Ben-Dror Yemini, ha descrito al diario como una publicación con un capital ilimitado, y con una agenda política. En 2016, la publicación apoyó formalmente la candidatura a la presidencia de los Estados Unidos, del presidente Donald Trump.

## Cuota de mercado
En julio de 2010, el diario Israel Hayom, sobrepasó a la publicación Yedioth Ahronoth, en una encuesta. Según un sondeo de mercado, publicado en 2016, el diario Israel Hayom tiene un porcentaje de lectores del 39,7% por ciento, durante los días laborables de la semana, el diario Yedioth Ahronoth tiene un 34,9% por ciento, Israel Post tiene un 7,2% por ciento, Globes tiene un 4,6% por ciento, Maariv tiene un 3,9% por ciento, y el diario Haaretz tiene igualmente un porcentaje de lectores del 3,9% por ciento.
En enero de 2016, citando registros internos de la publicación Israel Hayom, el diario Haaretz reveló que entre 2007 y 2014, el diario perdió una cifra aproximada de 730 millones de nuevos séquels israelíes (NIS) (unos $190 millones de dólares estadounidenses), esta cifra da como resultado, un nuevo séquel israelí perdido por cada copia impresa del diario.